# Château de la Forest (Savoie)
Le château de la Forest, dit aussi la Grande Forest ou la Grande-Forêt, est une maison forte du XIVe siècle, centre de la seigneurie de La Forest, qui se dresse sur la commune de Saint-Jean-de-Chevelu dans le département de la Savoie en région Auvergne-Rhône-Alpes.
Le château fait l’objet d’une inscription au titre des monuments historiques en 1995.
Aujourd'hui laissé à l'abandon, le château menace de s'effondrer. Un premier éboulement en 2007 a déjà laissé un trou béant sur le haut de la façade Est.

## Situation
La maison forte de la Forest est située dans le département français de la Savoie sur la commune Saint-Jean-de-Chevelu, sur un contrefort du Mont du Chat, au pied de forêts de hêtres et d'épicéas. On y accède à partir du bourg par la route nationale, à gauche en sortant du tunnel du Chat.
Elle est le centre d'une seigneurie. L'érudit local, Jean Létanche (1844-1912), vice-président de la Société savoisienne d'histoire et d'archéologie, explique, dans une note, que le nom du fief proviendrait « de la forêt qu'il contenait et dont une partie subsiste encore ; [expliquant] aussi le sinople (vert), [présent dans les] armes » des La Forest.
La maison forte se trouve à proximité du château de Chevelu, dit de Cinne.

## Histoire
La maison forte de la Forest est, au XIVe siècle, la possession de la famille de La Forest (filiation noble prouvée 1398), qu'elle conservera jusqu’au milieu du XVIIe siècle. Sans preuves de filiation à ce jour on peut citer : en 1232,, Berlion de La Forest, avec Guy de Chevelu, sont témoins dans la charte des franchises accordées à Chambéry par le comte Thomas Ier de Savoie. En 1296, on relève dans un acte, Sicamore de La Forest, chevalier, père de Guillaume de Lucey. Par acte, daté du 19 juin 1302, Pierre de La Forest fait reconnaissance de biens tenus en fief provenant de Hugues de Seyssel, seigneur de La Bâtie. En 1348, Guillaume de La Forest participe au tournoi organisé à Chambéry par le Comte Vert, Amédée VI de Savoie. Ce même Guillaume, par acte fait à Yenne, en 1358, par le notaire Antoine de Fistilieu, reçoit en albergement des biens de Guillaume de Chevelu.
En 1422, une transaction de partage est conclue entre les frères et la sœur, Claude, Pierre, Antoine, Pétrequin de La Forest, et, l'épouse de François de Prélian, Jacquemaz de La Forest. Guillaume de La Forest fera une vente à Pierre de Cordon de La Barre, et, en 1453, il reçoit, par acte dressé par le notaire Jean Rubod, alias Thorencey de Centanieu, de la part de différents habitants de Yenne, ainsi que hors la porte de Pailleray, hommage lige et taillable à miséricorde. Ce notaire reçoit, en 1477, le testament de ce même Guillaume.
En 1510, vit François de La Forest, marié à Louise de Martel. Claude de La Forest, leur fils, est marié, en 1538, à Antoinette de Seyssel. Vers 1590, vit Philibert de La Forest, seigneur de La Forest, de Chevelu, du Châtelard, etc. Par testament fait, le 24 décembre 1646, au château de la Forest, ce dernier fait un legs d'exclusive en faveur de sa fille naturelle, Marguerite, mariée à noble du Châtelard, et désigne comme héritière universelle sa fille légitime, Isabeau de La Forest, mariée à Pierre de Grenaud, seigneur de Condaminaz, avec le souhait que le fils ainé issu de cette union, reprenne le nom et les armes de La Forest.
Le 1er octobre 1675, l'héritier de La Forest assiste à Yenne à la réunion de la noblesse du petit Bugey, à l'occasion de l'avènement, sous la tutelle de sa mère, régente de Savoie, de Victor-Amédée II de Savoie, et figure alors sous le nom et titres de Joseph de Grenaud, seigneur de Condaminaz et de La Forest. Avec la même qualification, il est témoin à un mariage, le 9 juin 1688, au château de Gimilieu.
Le fief est, vers 1725, la possession de Jacques de Grenaud de La Forest ; lui succède son fils, Joseph de Grenaud de La Forest en 1735, et son petit-fils, Jean-Jacques de Grenaud de La Forest, en 1750. Le fils de ce dernier, un autre Joseph de Grenaud de La Forest, habitant Samoëns, loue la terre de La Forest à un fermier. Le domaine sera affermé, le 21 mai 1792, par bail, à François Million Rousseau, par messire Joseph Grenaud de La Forest, né à Saint-Jean-de-Chevelu, habitant Samoëns, fils de feu Jean-Jacques, baron de Saint-Christophe, seigneur de La Forest, de Morillon, etc.
À la Révolution, en 1793, il est la possession de Marie Victoire de Grenaud, veuve du comte de Chabod Saint-Maurice, qui en a hérité, et qui voit son domaine mis sous séquestre. Rayée de la liste des émigrés, en l’an X, elle obtient la levée du séquestre, et vend la Forest, le ler vendémiaire an XII (24 septembre 1803), à François Million-Rousseau qui avait déjà les terres données précédemment en fermage.
Le château fait l’objet d’une inscription au titre des monuments historiques par arrêté du 3 juin 1995.

## Description
Sis à quatre kilomètres de la petite ville de Yenne, le château est très représentatif de l’architecture militaire à la fin du XIIIe  et au début du  XIVe siècle.
Élevé sur une terrasse construite en gros appareil, c'est une enceinte quadrangulaire flanquée de quatre tours d’angle, arasées aujourd'hui à hauteur du corps de logis.
On accède à l'intérieur par une étroite porte, en arc brisé, protégée par une cinquième tour dressé au centre de la façade ouest, formant avec la tour d'angle un « châtelet d'entrée ». La porte était précédée d'une herse, dont on peut encore voir les restes et d'un hourd, galerie de bois jadis fixée au niveau des créneaux pour battre les murailles en cas de siège, jeté d’une tour à l’autre sur ce côté. Un balcon a été édifié, au siècle dernier, à sa place.
Le château comprend un rez-de-chaussée, ou partie basse, et un étage. Une chapelle construite à l’extérieur, adossée au mur sud-est, sert aujourd’hui d'étable. Les cinq tours, découronnées à la Révolution sur l’ordre du représentant de la Convention en Savoie, étaient autrefois en poivrière à mâchicoulis, protégées en avant-corps par des barbacanes, ou casemates, constituant une enceinte.
Le château s'éclaire, entre autres, par plusieurs fenêtres à meneaux. Au-dessus de l’une d’elles sont sculptées les armes de la famille La Forest.
À courte distance, par un chemin, on accède à la « Petite Forest ou Petite-Forêt », constituée d’un donjon carré, posé sur une butte, et dont il ne reste que les fondations. À côté du donjon, quelques pans de mur ruinés et deux granges dont les bases comportent des éléments gothiques, notamment celles des portes. Elles proviennent très probablement du château primitif, presque entièrement disparu. Le donjon possède encore une fenêtre à meneau.

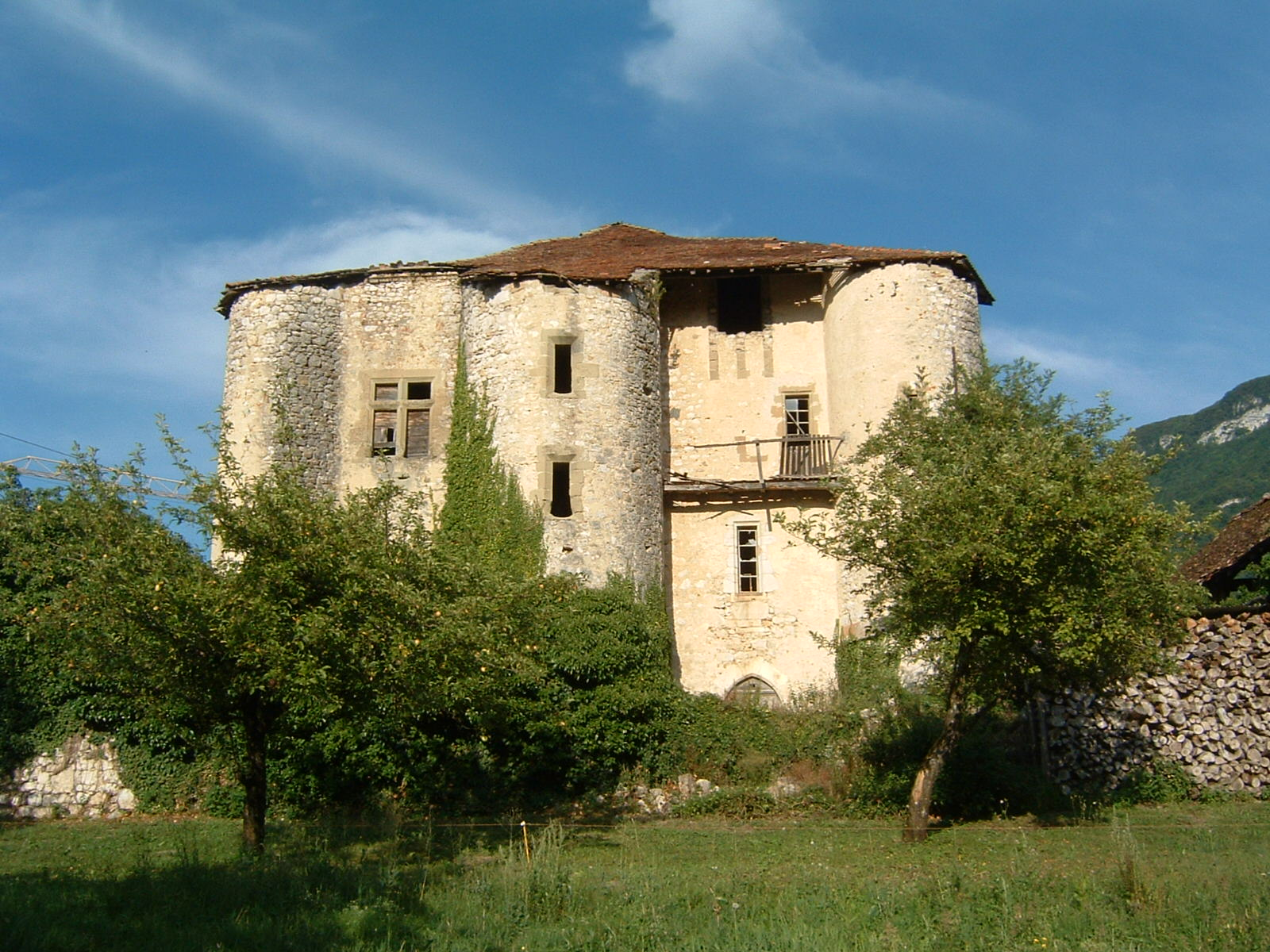
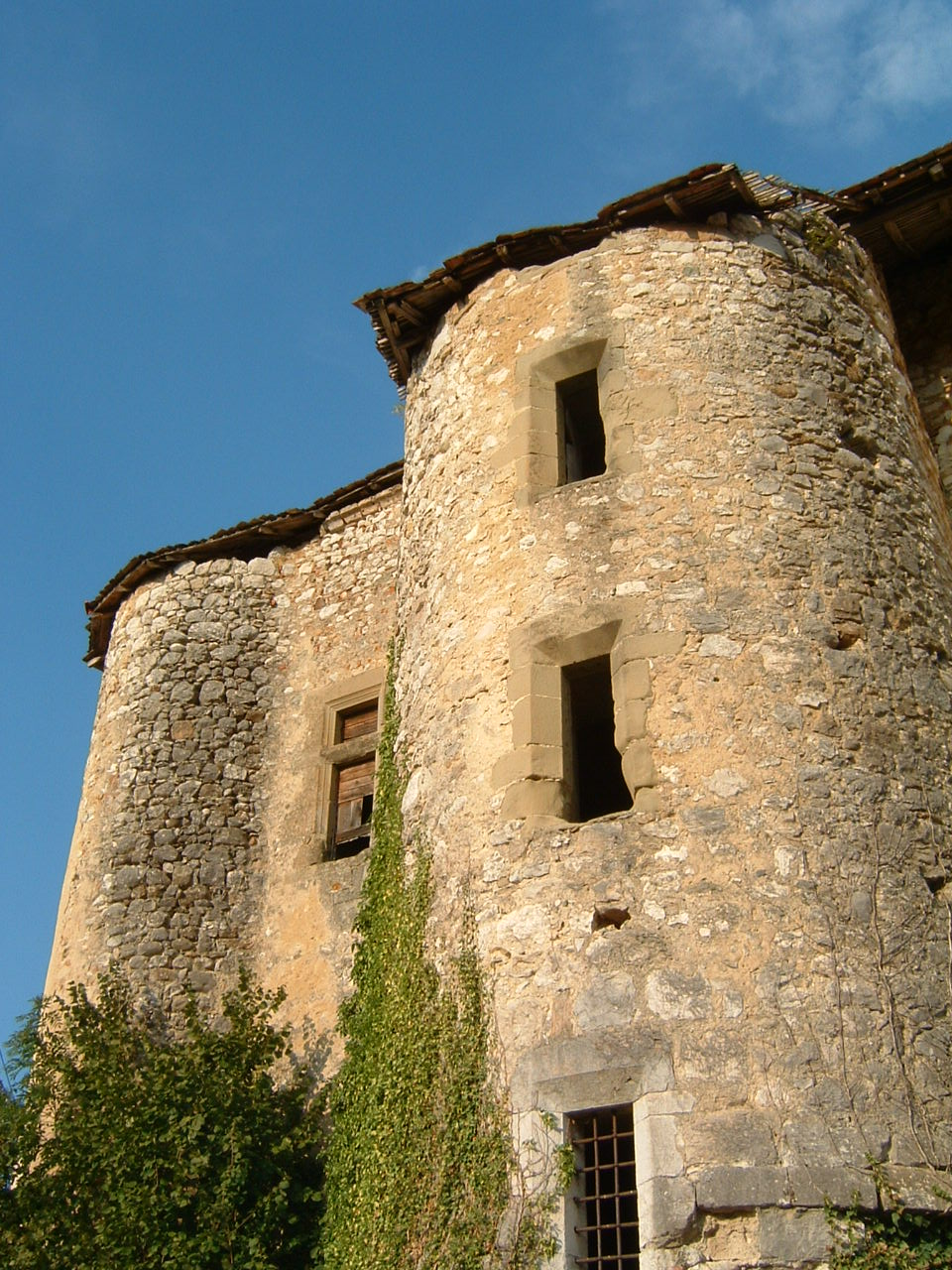
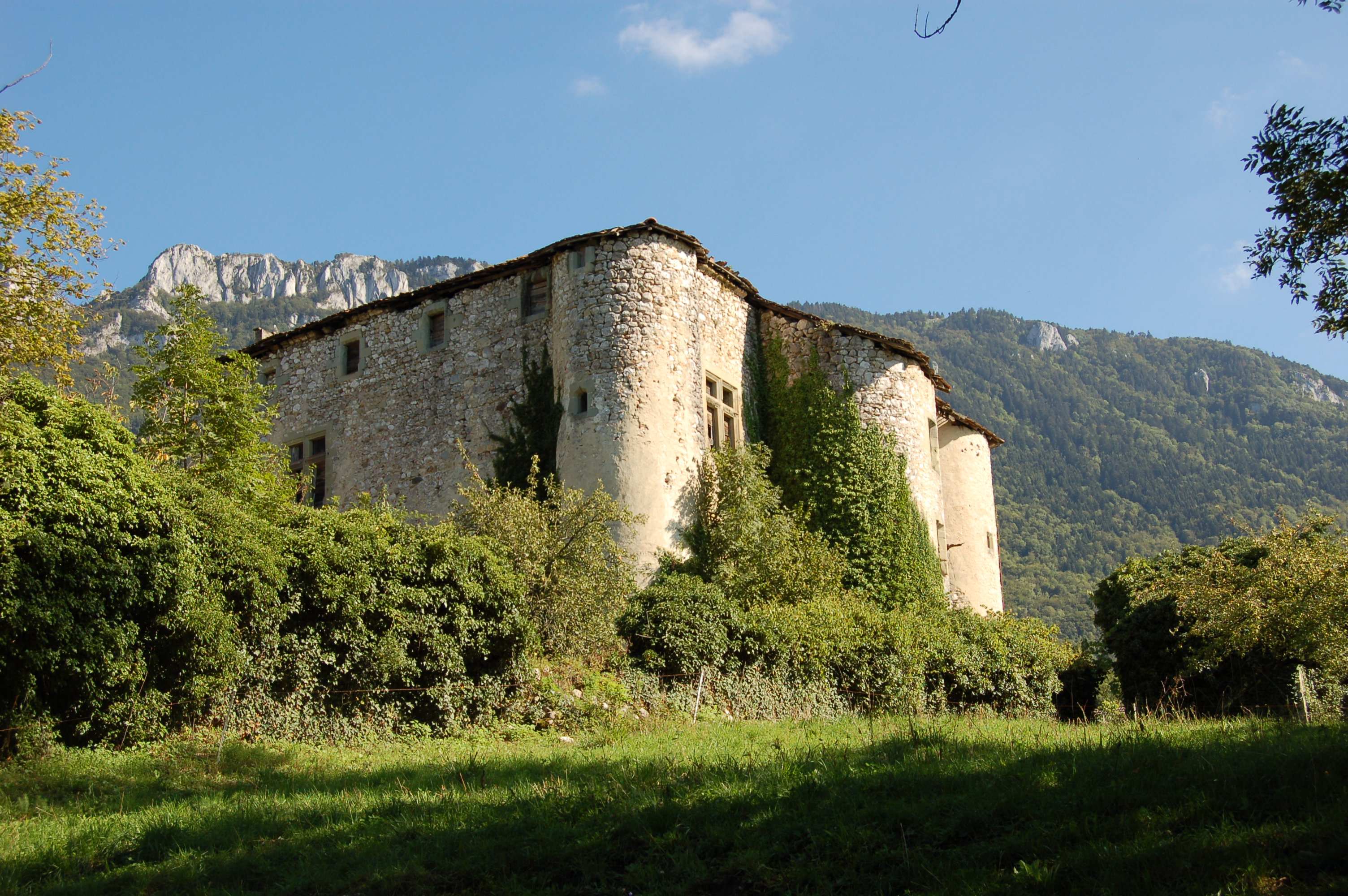
En arrière-plan, à gauche, la Dent du Chat.
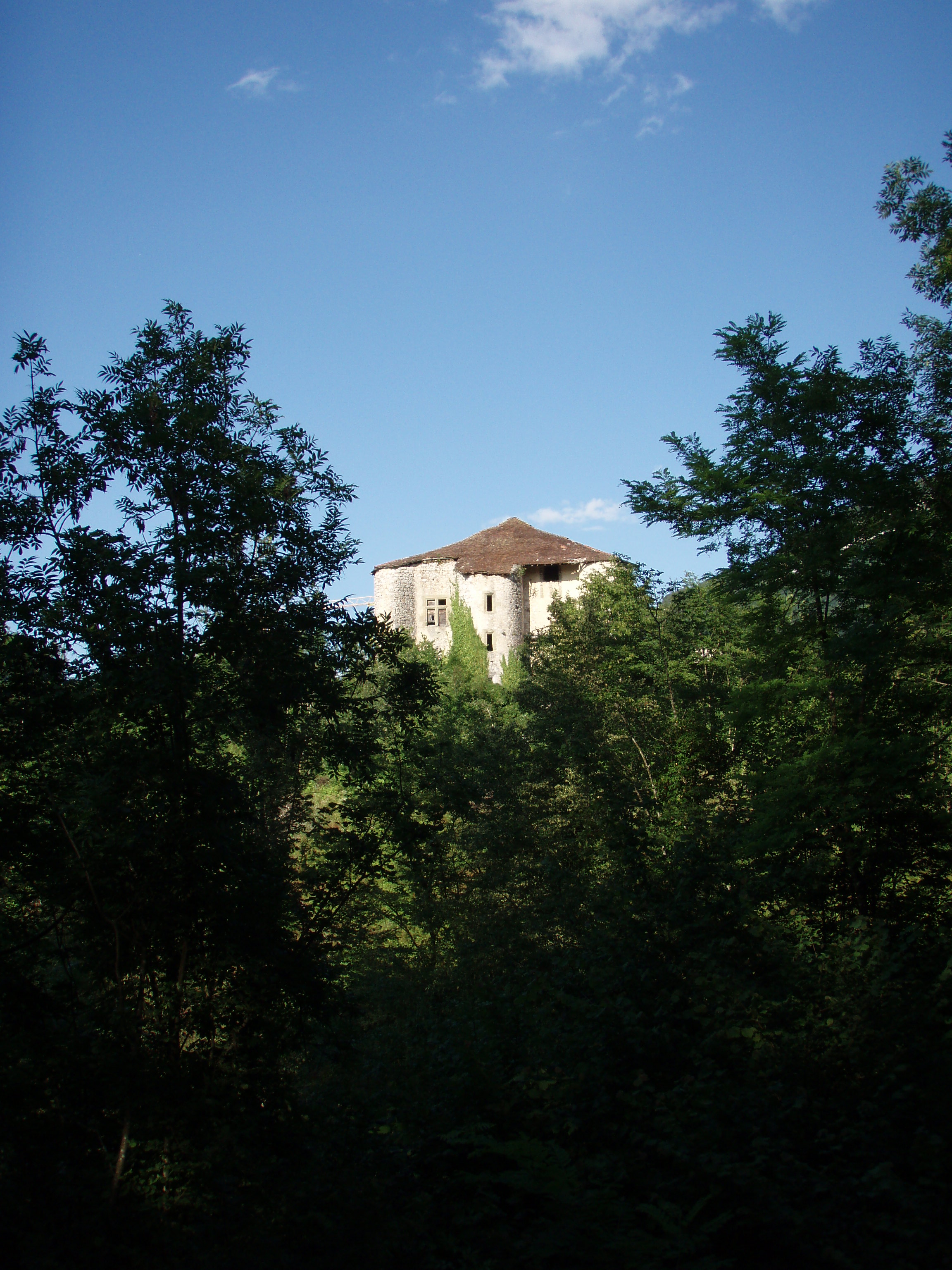